# Prosotropis trinervosa
Prosotropis trinervosa är en insektsart som beskrevs av Ronald Gordon Fennah 1942. Prosotropis trinervosa ingår i släktet Prosotropis och familjen Kinnaridae. Inga underarter finns listade i Catalogue of Life.